# Dietmar Wyrwa
Dietmar Wyrwa (* 1943 in Ilmsdorf) ist ein deutscher evangelischer Kirchenhistoriker.

## Leben
Nach dem Studium der Evangelischen Theologie und Philosophie mit Abschluss des 1. Theologisches Examens und dem anschließenden Studium der Klassischen Philologie war er von 1971 bis 1972 wissenschaftlicher Mitarbeiter bei Hermann Dörries in Göttingen. Von 1974 bis 1987 war er Assistent an der Kirchlichen Hochschule in Berlin bei Ulrich Wickert. Nach der Promotion 1982 und Habilitation 1988 lehrte er von 1988 bis 1991 als Dozent für Kirchengeschichte an der Kirchlichen Hochschule in Berlin (West). Von 1989 bis 1990 vertrat er einen Lehrstuhl an der Theologischen Fakultät der Ruprecht-Karls-Universität Heidelberg. Von 1991 bis 2009 	dozierte er als Professor für Kirchengeschichte/Patristik an der Ruhr-Universität Bochum. Seit 1999 leitet er die Patristische Arbeitsstelle Bochum. Von 2009 bis 2013 vertrat er den Lehrstuhl für Ältere Kirchengeschichte an der Theologischen Fakultät der Humboldt-Universität zu Berlin. Von 2011 bis 2018 war er Arbeitsstellenleiter des Akademienvorhabens Die alexandrinische und antiochenische Bibelexegese der Spätantike an der Berlin-Brandenburgischen Akademie der Wissenschaften.

## Schriften (Auswahl)
- Die christliche Platonaneignung in den Stromateis des Clemens von Alexandrien (= Arbeiten zur Kirchengeschichte. Band 53). De Gruyter, Berlin/New York 1983, ISBN 3-11-008903-3 (zugleich Dissertation, Kirchliche Hochschule Berlin 1982).
- als Herausgeber: Die Weltlichkeit des Glaubens in der Alten Kirche. Festschrift für Ulrich Wickert zum siebzigsten Geburtstag (= Beihefte zur Zeitschrift für die neutestamentliche Wissenschaft. Band 85). De Gruyter, Berlin/New York 1997, ISBN 3-11-015441-2.
- als Herausgeber mit Christoph Riedweg und Christoph Horn: Philosophie der Kaiserzeit und der Spätantike. Basel 2018, ISBN 978-3-7965-3700-4.